# Лесное (Правдинский район)
Лесное — посёлок в Правдинском районе (муниципальном округе) Калининградской области России.

## География
Находится в южной части Правдинского района.

## История
До 30 июня 2008 года имел статус деревни. Только после структурной и административной реформы 2009 года возник как посёлок в Правдинском районе.
Входил в состав Домновского сельского поселения.

## Население
| 2002 | 2010 |
| ---- | ---- |
| 33   | ↘26  |